# Togiola Tulafono
Togiola Talalelei A. Tulafono (Samoa Americana, 28 de fevereiro de 1947) foi governador da Samoa Americana. Anteriormente, tinha exercido as funções de vice-governador (desde janeiro de 1997). Foi quando o Governador Tauese Sunia Pita Fiti morreu, em 26 de março de 2003, que Tulafono se tornou como governador interino e, posteriormente, Governador, em 7 de abril de 2003. Foi eleito para um mandato de 4 anos nas eleições de novembro de 2004. Na primeira volta da eleição, em 2 de novembro de 2004, Tulafono recebeu 48,4% dos votos. Na segunda, em 16 de novembro, Tulafono derrotou Afoa Moega Lutu, por 56%-44%. Como Governador, Tulafano é membro da Associação Nacional de Governadores e da Associação Democrática de Governadores.

## Primeiras etapas da vida
Tulafono estudou em Samoa e nos Estados Unidos, graduou-se em Ciências Políticas e Sociologia de Chadron State College em Nebraska em 1970, estudou direito em Washburn University School of Law em Kansas. Seguiu uma carreira de direito, negócios e política em Samoa Americana, transformando-se em governador em 2004.